# Delphinium pseudopulcherrimum
Delphinium pseudopulcherrimum är en ranunkelväxtart som beskrevs av Wen Tsai Wang. Delphinium pseudopulcherrimum ingår i släktet storriddarsporrar, och familjen ranunkelväxter. Inga underarter finns listade i Catalogue of Life.